# Гартс-Локейшен (Нью-Гемпшир)
Гартс-Локейшен (англ. Hart's Location) — місто (англ. town) в США, в окрузі Керролл штату Нью-Гемпшир. Населення — 68 осіб (2020).

## Демографія
Згідно з переписом 2010 року, у місті мешкала 41 особа в 21 домогосподарстві у складі 12 родин. Було 54 помешкання
Расовий склад населення:
| - 100,0 % — білих |

До двох чи більше рас належало 0,0 %. Частка іспаномовних становила 0,0 % від усіх жителів.
За віковим діапазоном населення розподілялося таким чином: 14,6 % — особи молодші 18 років, 65,9 % — особи у віці 18—64 років, 19,5 % — особи у віці 65 років та старші. Медіана віку мешканця становила 47,5 року. На 100 осіб жіночої статі у місті припадало 127,8 чоловіків;  на 100 жінок у віці від 18 років та старших — 133,3 чоловіків також старших 18 років.
Середній дохід на одне домашнє господарство  становив 67 446 доларів США (медіана — 72 000), а середній дохід на одну сім'ю — 46 247 доларів (медіана — 42 083). 
Цивільне працевлаштоване населення становило 36 осіб. Основні галузі зайнятості: науковці, спеціалісти, менеджери — 30,6 %, мистецтво, розваги та відпочинок — 30,6 %, роздрібна торгівля — 11,1 %, будівництво — 11,1 %.